# Руська селянська організація
Руська селянська організація (пол. Russka Organizacja Włościańska, рос. Русская Селянская организация) — політична партія українців-москвофілів у Другій Речі Посполитій.
У 1921 році у Львові була створена Руська Народна Організація, перейменована в 1928 році на Руську Селянську Організацію. На той час її підтримувало близько 80-100 тисяч виборців південно-східної частини території ІІ Речі Посполитої. З середини 1920-х років почалися численні переходи лемківських сіл у православ'я, за що виступала Руська селянська організація. Під її егідою діяли російські кооперативні союзи, зосереджені в «Руському ревізійному союзі». Також були створені кредитні кооперативи на чолі з Асоціацією «Захист Землі». У 1930-х роках Руську селянську організацію очолював Михайло Цебринський. Його метою було представлення та захист національних, культурних, економічних і соціальних інтересів руського селянського населення в Польщі. Входила до Руського Народного Союзу. Велася співпраця з русинськими культурно-громадськими, науковими та народними організаціями, такими як Ставропігійський Інститут, Народний Дім у Львові, Товариство імені Михайла Качковського, Галицько-Руська матиця, Товариство «Руська школа», Студентське товариство «Друг». Діяльність Руської селянської організації припинилася з німецько-радянським нападом на Польщу у вересні 1939 року.